# Střelnice Mnichov
Střelnice Mnichov (německy Olympia-Schießanlage in Garching-Hochbrück) je areál sportovní střelnice severně od německého města Mnichova.
Areál sportovní střelnice byl vystavěn ku příležitosti Letních olympijských her 1972 v Mnichově, a to na místě bývalé armádní pěchotní střelnice.
V areálu se nachází hala pro střelbu vzduchovými zbraněmi na 10 metrů se 100 elektronickými stavy Polytronic (od 80. let); dále 102 elektronických stavů pro střelbu malorážkou na 50 metrů, 40 elektronických stavů na 25 metrů a (od roku 1999) finálová hala. Mimo to je k dispozici i krytá hala pro střelbu puškou na 100 metrů (41 stavů) a nekryté na 300 metrů. V letech 2007 až 2009 došlo k rekonstrukci brokové střelnice.